# WTA Challenger de Valência
O WTA Challenger de Valência – ou BBVA Open Internacional de Valencia, atualmente – é um torneio de tênis profissional feminino, de nível WTA 125.
Realizado em Valência, na costa sudeste da Espanha, estreou em 2022. Os jogos são disputados em quadras de saibro durante o mês de junho.

## Finais

### Simples
| Ano  | Campeã              | Vice-campeã           | Resultado     |
| ---- | ------------------- | --------------------- | ------------- |
| 2025 | Nuria Párrizas Díaz | Louisa Chirico        | 7–5, 7–69     |
| 2024 | Ann Li              | Viktoriya Tomova      | 6–3, 6–4      |
| 2023 | Mayar Sherif        | Marina Bassols Ribera | 6–3, 6–3      |
| 2022 | Zheng Qinwen        | Wang Xiyu             | 6–4, 4–6, 6–3 |

### Duplas
| Ano  | Campeãs                          | Vice-campeãs                              | Resultado        |
| ---- | -------------------------------- | ----------------------------------------- | ---------------- |
| 2025 | Maria Kozyreva Iryna Shymanovich | Yvonne Cavallé Reimers Ángela Fita Boluda | 6–3, 6–4         |
| 2024 | Katarzyna Piter Fanny Stollár    | Angelica Moratelli Renata Zarazúa         | 6–1, 4–6, [10–8] |
| 2023 | Aliona Bolsova Andrea Gámiz      | Angelina Gabueva Irina Khromacheva        | 6–4, 4–6, [10–7] |
| 2022 | Aliona Bolsova Rebeka Masarova   | Alexandra Panova Arantxa Rus              | 6–0, 6–3         |